# 済陽郡
済陽郡（濟陽郡、さいよう-ぐん）は、中国にかつて存在した郡。晋代から南北朝時代にかけて、現在の河南省東部に設置された。

## 概要
晋の恵帝のとき、陳留郡を分割して済陽国が立てられた。国治は済陽県に置かれた。東晋のときに済陽郡と改められたが、すでに本土は五胡の諸国の手に落ちていた。江南に僑置された済陽郡については、次節の解説に譲る。
南朝梁のとき、済陽郡は北徐州に属した。
侯景の乱の混乱に乗じて東魏が済陽郡を奪った。549年（武定7年）、済陽郡は楚州に転属した。済陽郡は楽平・睢陽・頓丘・斉丘の4県を管轄した。後に済陽郡は廃止された。

## 南済陽郡
本節では、現在の江蘇省常州市一帯に僑置された済陽郡について述べる。永嘉の乱によって済陽郡の本土は五胡の諸国に奪われた。東晋の明帝のとき、晋陵郡武進県の地に済陽郡を僑置された。南朝宋のとき、済陽郡は南徐州に属し、考城・鄄城の2県を管轄した。南朝斉のとき、南済陽郡と改称された。南済陽郡は考城県1県を管轄した。南朝梁のときに廃止された。

## 唐の済陽郡
本節では、唐代の一時期に現在の山東省北西部に置かれた済陽郡について述べる。621年（武徳4年）、唐により隋の済北郡が済州と改められた。742年（天宝元年）、済州は済陽郡と改称された。758年（乾元元年）、済陽郡は済州と改称された。